# Yamasaki Shinji
Shinji Yamasaki (sinh ngày 17 tháng 1 năm 1972) là một cầu thủ bóng đá người Nhật Bản.

## Sự nghiệp câu lạc bộ
Shinji Yamasaki đã từng chơi cho NKK và Cerezo Osaka.